# Ярсвелд
Ярсвелд (нід. Jaarsveld) — село в нідерландській провінції Утрехт. Входить до муніципалітету Лопік.
Його площа становить 0,31 км², а населення станом на 2021 рік складало 275 осіб.
Перша згадка про населений пункт датується 1331 роком.
До 1943 року мало статус окремого муніципалітету.

## Галерея

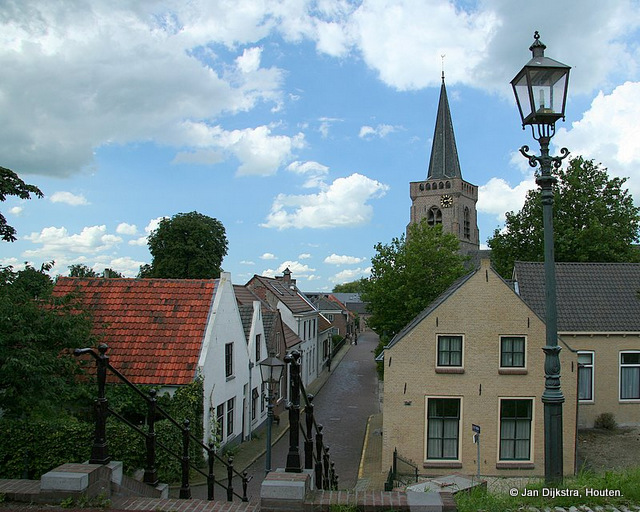
Панорама села
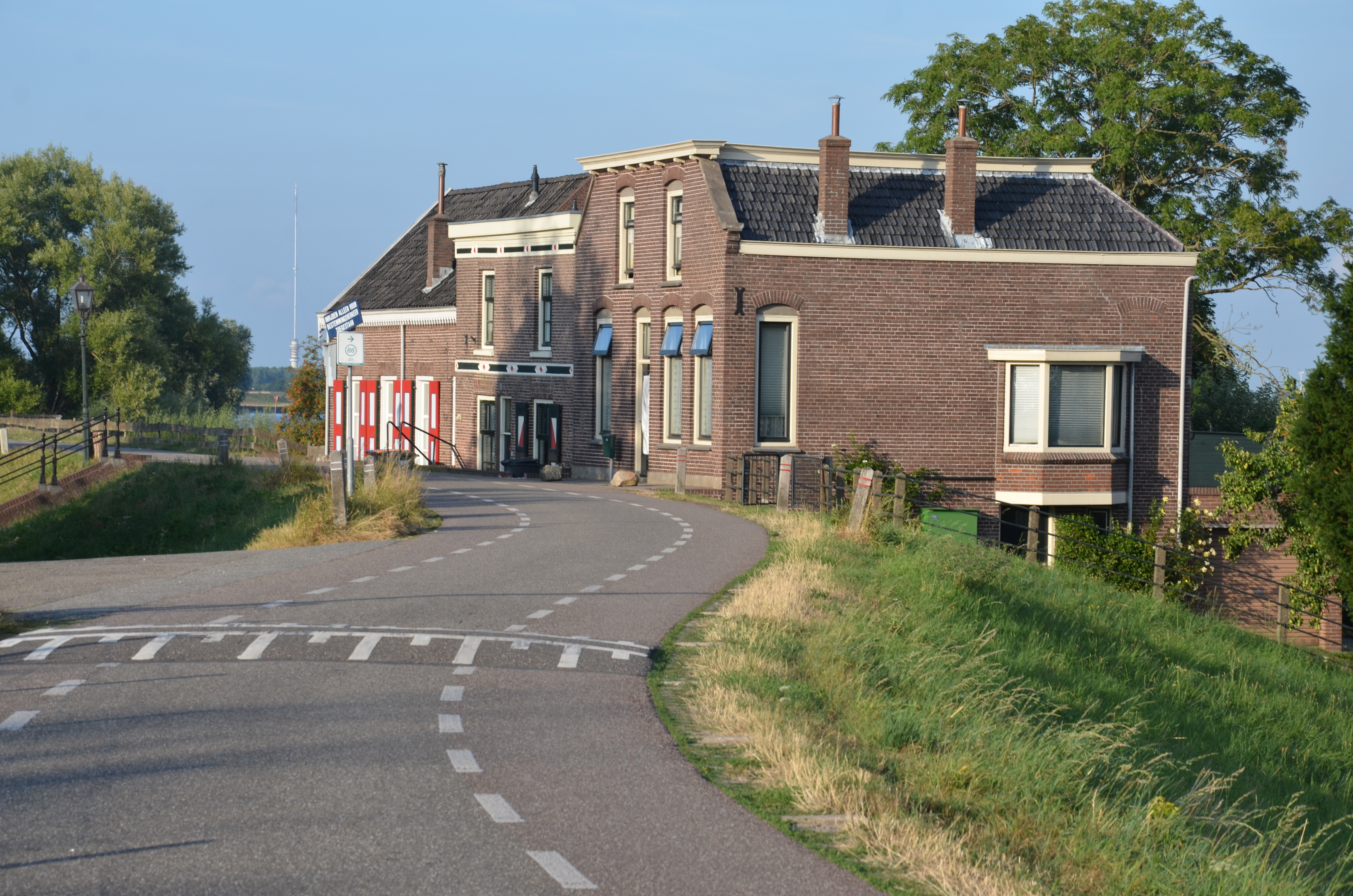
Сільська забудова
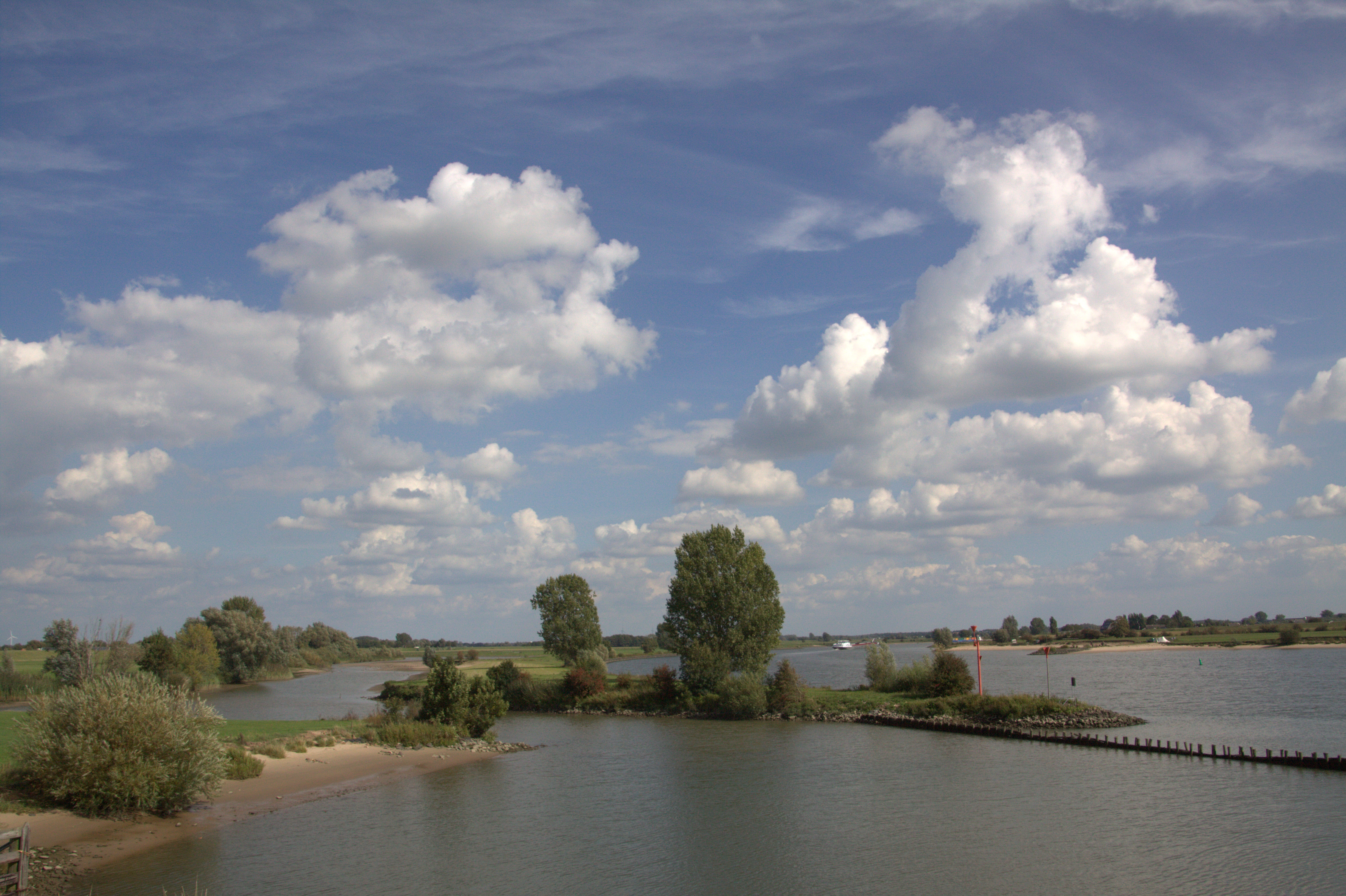
Околиці села
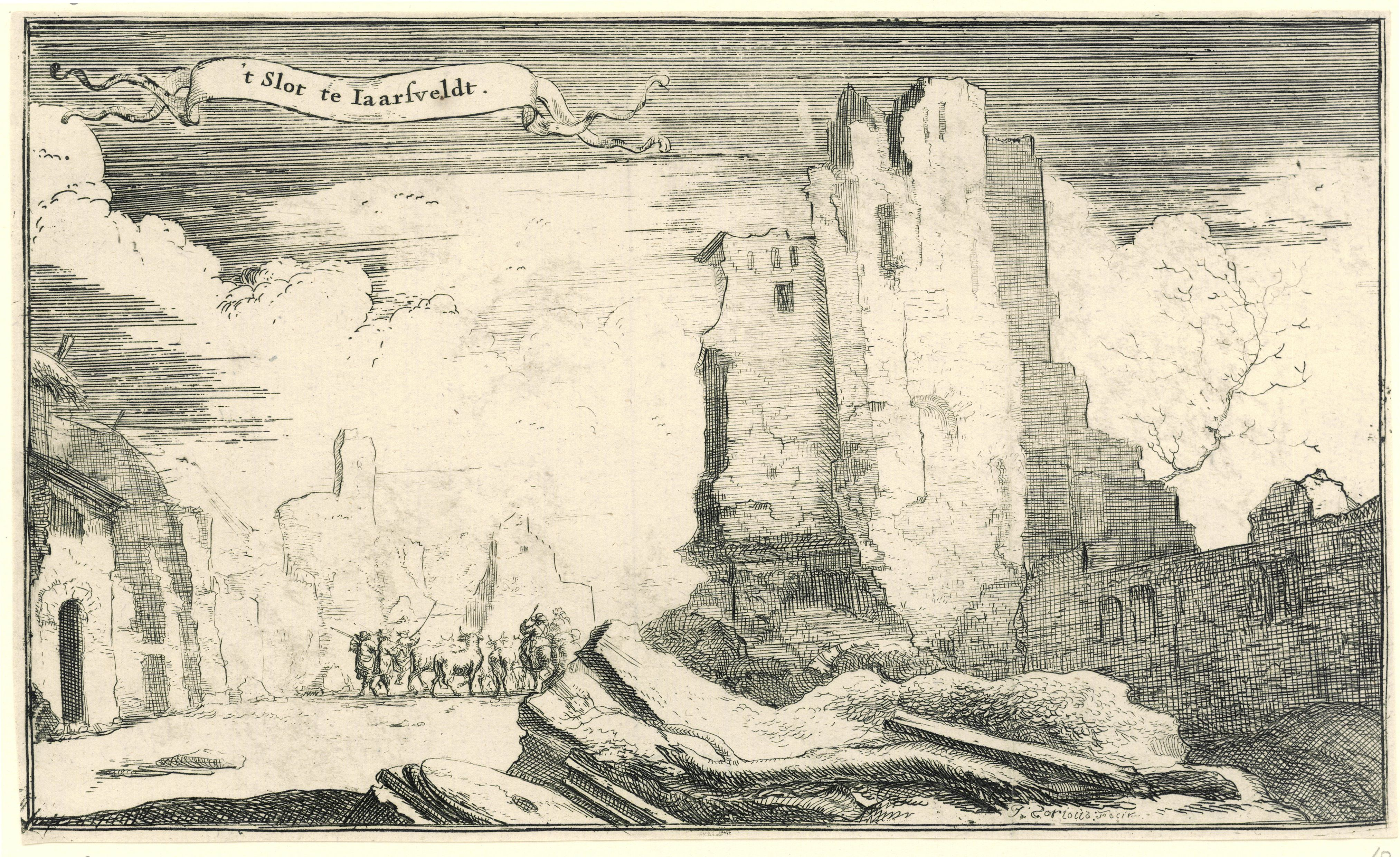
Руїни замка Ярсвелд (1672-1676)